# Nowoiljinsk (Buriacja)
Nowoiljinsk (ros. Новоильинск) – wieś w Rosji, w Buriacji, w rejonie zaigrajewskim. W 2010 liczyła 4700 mieszkańców.